# South Windham (Connecticut)
South Windham statisztikai település az USA Connecticut államában, Windham megyében. Lakosainak száma 1383 fő (2020. április 1.).

## Népesség
A település népességének változása:

| 2010 | 1 421 |
| 2020 | 1 383 |